# Афро (причёска)

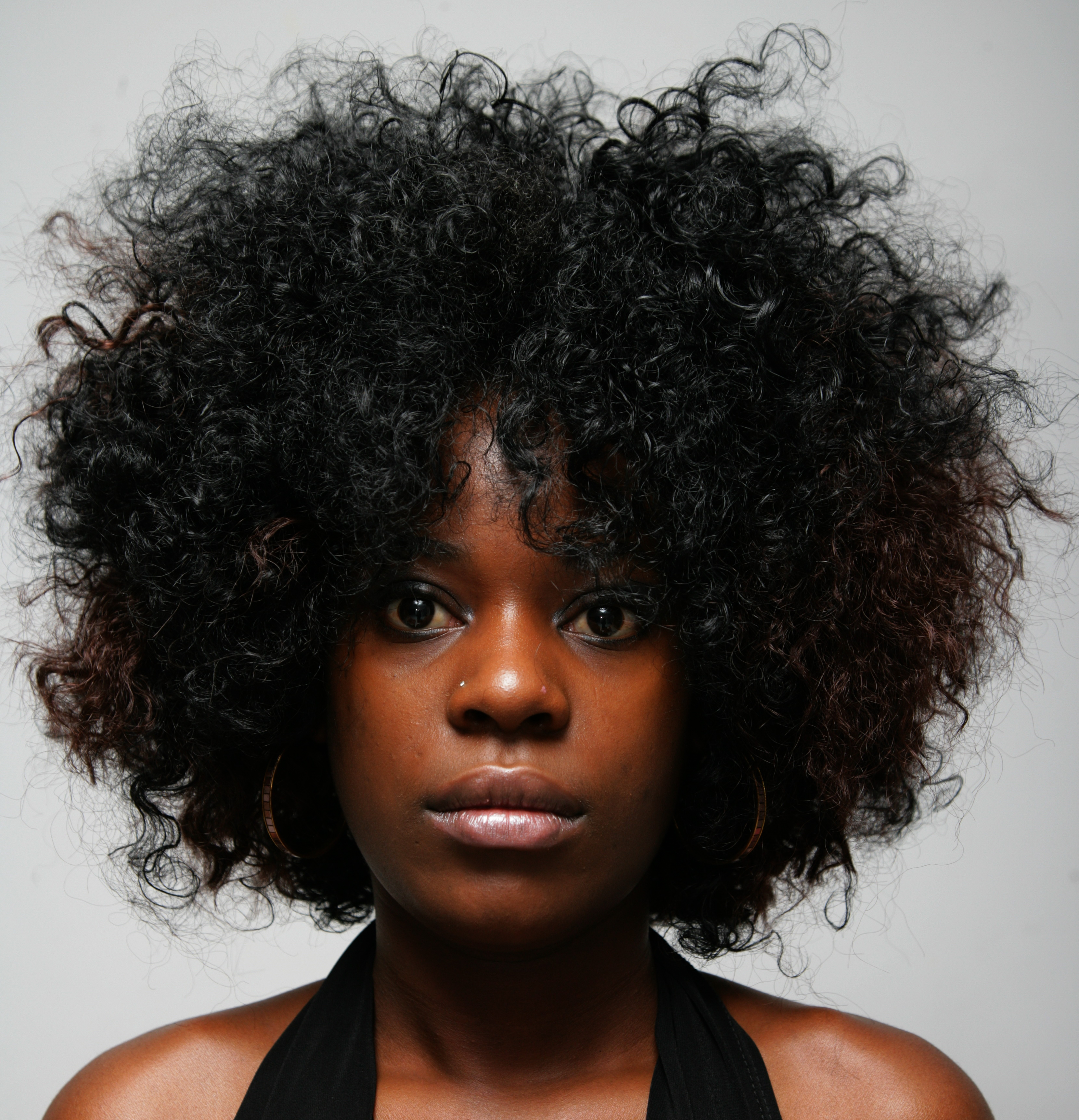

Афро (англ. afro) — пышная, объёмная причёска, модная в 1970-х годах у афроамериканцев. Причёска создаётся расчесыванием, увеличивающим объём волос и придающим им округлую форму, подобно нимбу, облаку или мячу. У людей, для которых естественны кудрявые или прямые волосы, причёска обычно формируется с помощью крема, геля или других фиксирующих жидкостей, позволяющих волосам сохранять форму.

## Этимология
Название «афро» происходит от термина «афроамериканский».

## История
Во время рабства в США (до 1860-х годов) афроамериканцы обычно укладывали волосы так, чтобы подражать причёскам господствующего белого населения, среди которого они жили. Несмотря на название, данная прическа имеет ближневосточное происхождение и весьма затруднительна для большинства представителей негроидной расы, отличительной особенностью которых являются слабые, редкие, короткие волосы, вплоть до их полного отсутствия. Поэтому определенную популярность имеют афропарики. Также подобные прически характерны для коренного населения Австралии и Океании.

## Расчёска «афро-мастер»
Расчёска «афро-мастер» была изобретена в 1972 году Фрэнком Харви, парикмахером из Ричмонда, Виргиния. Длинный зубчик расчёски предназначен для того, чтобы, используя захватывающее движение, глубоко проникнуть к корням волос и выпрямить их, что позволяет волосам обрести желаемый стиль или форму.